# Kreupelhout
Kreupelhout is vegetatie die gedomineerd wordt door laagblijvende houtige gewassen. Kenmerk is dat er geen of nauwelijks stammen worden gevormd. 
Hierbij kan het gaan om een vegetatie die bestaat uit enkel struiken, om de struiklaag als deel van de ondergroei in een bos, of om door bomen gevormd hakhout dat door de mens regelmatig wordt geoogst zodat zich geen noemenswaardige stam kan ontwikkelen.
Natuurlijk struikgewas komt in de gematigde streken voor in gebieden waar extreme omstandigheden heersen, zoals in de duinen, of op rotsige, aan sterke zon blootgestelde hellingen.
In de arctische gebieden kent men de bostoendra, en in subtropische gebieden kent men de maquis. Ook in halfwoestijnachtige gebieden komt kreupelhout voor, zoals scrubland in Australië en de doornstruiksavanne. Voorts kan zich tijdelijk een kreupelhoutvegetatie vormen na bosbranden, alvorens nieuw bos tot wasdom komt. 